# Patrick Sensburg
Patrick Sensburg (* 25. června 1971 Paderborn) je německý politik, člen Křesťanskodemokratické unie (CDU) a profesor na Univerzitě aplikovaných věd pro veřejnou správu v Severním Porýní-Vestfálsku v Münsteru.
Po absolvování střední školy v roce 1991 absolvoval vojenskou službu a cvičil se jako důstojník v záloze. Sensburg je podplukovníkem v záloze od roku 2014. Poté studoval právo a politické vědy na univerzitách v Trevíru, Lucembursku a Speyeru. V roce 1997 složil první státní zkoušku z práva a magisterskou zkoušku z politologie. V roce 1999 složil druhou státní zkoušku z práva.
Do CDU vstoupil v roce 1989 a poprvé byl zvolen do německého Spolkového sněmu v roce 2009.